# Narihajimeta Koi no Bell
Singles de Ongaku Gatas
Yattarōze!
(2007)
Narihajimeta Koi no Bell (鳴り始めた恋のBELL) est le premier single du groupe féminin de J-pop Ongaku Gatas, composé de chanteuses du Hello! Project membres de l'équipe de futsal Gatas Brilhantes H.P.
Il sort le 12 septembre 2007 au Japon sur le label zetima. Il est écrit et produit par Tsunku. Il atteint la 10e place du classement Oricon, et reste classé pendant trois semaines. Il sort aussi dans une édition limitée avec une pochette différente et un DVD en supplément, et au format "Single V" (DVD) avec le clip vidéo. La chanson-titre figurera d'abord sur la compilation du H!P Petit Best 8 de fin d'année, puis sur l'album du groupe qui sortira cinq mois plus tard : 1st Goodsal. C'est le premier single enregistré par Erina Mano, qui quittera le groupe l'année suivante pour commencer une carrière en solo.

## Membres
- Hitomi Yoshizawa (ex-Morning Musume)
- Rika Ishikawa (ex-Morning Musume, V-u-den)
- Asami Konno (ex-Morning Musume)
- Mai Satoda (ex-Country Musume)
- Miki Korenaga (Hello Pro Egg)
- Arisa Noto (Hello Pro Egg)
- Minami Sengoku (Hello Pro Egg)
- Erina Mano (Hello Pro Egg)
- Yuri Sawada (Hello Pro Egg)
- Mika Mutō (Hello Pro Egg)

## Liste des titres
CD
1. Narihajimeta Koi no Bell (鳴り始めた恋のBELL?)
2. Dreamin' ~Gatas Brilhantes H.P. no Ouenka~ (DREAMIN' ~ガッタスブリリャンチスH.P.の応援歌~?)
3. Narihajimeta Koi no Bell (Instrumental) (鳴り始めた恋のBELL...?)

DVD de l'édition limitée
1. présentation des membres (メンバー紹介VTR?)

Single V (DVD)
1. Narihajimeta Koi no Bell (鳴り始めた恋のBELL?)
2. Narihajimeta Koi no Bell (Close-up Ver.) (鳴り始めた恋のBELL...?)
3. Making Eizo (メイキング映像?)